# Martin Jensen (Tontechniker)
Martin Peter Jensen  ist ein Tontechniker.

## Leben
Jensen begann seine Karriere mit deutschen Produktionen. Sein Debüt war der 2000 von der Kunsthochschule für Medien Köln produzierte Kurzfilm Panzano. In der Folge arbeitete er an der dänischen Fernsehserie Hotellet. Nach einigen weiteren kleinen Produktionen war er als Assistenz-Mischtonmeister an dem für vier Oscars nominierten Literaturverfilmung Stolz und Vorurteil beteiligt.
2011 war er für The King’s Speech zusammen mit Paul Hamblin und John Midgley für den Oscar in der Kategorie Bester Ton nominiert. Für den Film war er im selben Jahr zudem für den BAFTA Film Award in der Kategorie Bester Ton nominiert. Eine weitere Nominierung für den BAFTA Film Award erhielt er 2015 für The Imitation Game – Ein streng geheimes Leben. Seit Ende der 2000er Jahre ist Jensen hauptsächlich für das Fernsehen tätig. Für sein Wirken an der britisch-amerikanischen Fernsehserie Generation Kill gewann er 2009 den Primetime Emmy.

## Filmografie (Auswahl)
- 2004: Red Dust – Die Wahrheit führt in die Freiheit (Red Dust)
- 2005: Stolz und Vorurteil (Pride & Prejudice)
- 2006: Flying Scotsman – Allein zum Ziel (The Flying Scotsman)
- 2009: Solomon Kane
- 2010: The King’s Speech
- 2010: Third Star
- 2012: Best Laid Plans
- 2012: Gambit – Der Masterplan (Gambit)
- 2013: Austenland
- 2013: Das hält kein Jahr…! (I Give It a Year)
- 2014: The Imitation Game – Ein streng geheimes Leben (The Imitation Game)

## Auszeichnungen (Auswahl)
- 2011: Oscar-Nominierung in der Kategorie Bester Ton für The King’s Speech
- 2011: BAFTA-Film-Award-Nominierung in der Kategorie Bester Ton für The King’s Speech
- 2015: BAFTA-Film-Award-Nominierung in der Kategorie Bester Ton für The Imitation Game – Ein streng geheimes Leben